# Сакай (Фукуй)

36°10′1″ пн. ш. 136°13′54″ сх. д. / 36.16694° пн. ш. 136.23167° сх. д.
Сака́й (яп. 坂井市, さかいし, МФА: [sakai̯ ɕi̥]) — місто в Японії, в префектурі Фукуй.

## Короткі відомості
Розташоване в північній частині префектури, на березі Японського моря. Виникло на основі призамкового містечка Маруока, столиці однойменного автономного уділу раннього нового часу. Отримало статус міста 2006 року. Основою економіки є сільське господарство, рисівництво, рибальство, металургія, машинобудування, комерція, туризм. В місті розташовані замок Маруока та пам'ятка природи — скелясте узбережжя Тодзімбо. Станом на 1 червня 2009 площа міста становила 209,91 км². Станом на 1 липня 2011 населення міста становило 91 700 осіб.